# 傅雷
傅雷（1908年4月7日—1966年9月3日），字怒安，号怒庵，江蘇南匯（现上海市浦东新区）人，中国翻译家、作家、教育家、美术评论家。早年留学法国巴黎大学。他翻译了大量的法文作品，其中包括巴尔扎克、罗曼·罗兰、伏尔泰等名家的著作。文化大革命時受紅衛兵迫害，於家中自缢而死。
傅雷一生嫉恶如仇，其翻译作品也是多以揭露社会弊病、描述人物奋斗抗争为主，比如《欧也妮·葛朗台》、《高老头》、《约翰·克里斯朵夫》等。傅雷对其子家教极严，而又父爱至深，其家书后由傅敏整理成《傅雷家书》，至今影响深远、广为流传。傅雷有两子傅聪、傅敏，傅聪为钢琴家，傅敏为英语教师。

## 生平

### 早年留学
1908年4月7日，傅雷生于中国江蘇省南汇县傅家宅（今上海市浦东新区航头镇王楼村五组）。1912年时其父傅鹏飞在狱中病故，由母亲抚养成人，居住周浦镇东大街。1920年（12岁）考入上海南洋公学附属小学，次年考入天主教教会在徐家汇开办的徐汇公学，1924年因批评宗教而遭开除，同年考入上海大同大学附属中学（今南车站路353号）。1925年参加五卅运动，1926年，参加反学阀运动。秋后考入上海持志大学读一年级（校址在今大连西路550号上海外国语大学）。1928年，傅雷留学法国巴黎大学，学习艺术理论。开始受罗曼·罗兰影响，热爱音乐。

### 教学生涯
1931年，傅雷回国任教于上海美术专科学校（现南京艺术学院），校址位于上海法租界菜市路（顺昌路560号），任校办公室主任，兼教美术史及法文，致力于法国文学的翻译与介绍工作。宿舍位于南昌路136弄39号。次年与庞薰琹和倪贻德结成“决澜社”。中国抗日战争时期，留在上海，此后参加中国民主促进会，曾发表亲美言论。抗战期间，他也曾应滕固之邀在迁往昆明的国立艺专短期任教，后离职。吴冠中对此有一番解释：“这时候，滕固校长宣布，请来了傅雷先生当教务长，大家感到十分欣喜，因为都对傅雷很崇敬。傅雷先生从上海转道香港来到昆明，实在很不容易，他是下了决心来办好惟一的国立高等艺术学府的吧！他提出两个条件：一是对教师要甄别，不合格的要解聘；二是对学生要重新考试编级。当时教师多，学生杂，从某一角度看，也近乎战时收容所。但滕校长不能同意傅雷的主张，傅便又返回上海去了。师生中公开在传告傅雷离校的这一原因，我当时是学生，不能断言情况是否完全确切，但傅雷先生确实并未上任视事便回去了，大家觉得非常惋惜。”（吴冠中《烽火艺程·出了象牙之塔》）
郑重《林风眠传》中则记载：“此时教务主任空缺，滕固聘傅雷为教务主任。傅雷不受学生欢迎，加之与滕固的意见不合，到任月余就辞职离校了。”
朱德群说：“滕固请了翻译法国文学的大翻译家傅雷当教务主任。我们都很爱读傅雷翻译的《约翰·克利斯朵夫》，对他本有崇敬之情，可是他在一次讲话中把他的好友刘海粟说成是大师，我们当时认为刘是‘海派’，专业水准不高，根本称不上大师，就对傅雷心生反感了。”
后来，钱锺书曾邀请他去清华大学任教，傅雷表示，愿在清华教美术史，不愿在清华教法语，清华没有美术史教席，故未成。1949年之后，曾任上海市政协委员、中国作协上海分会理事及书记处书记等职。

### 遭政治迫害
反右运动期间，在1958年上海的“反右补课”中，上海市作家協會將傅雷划为“右派分子”。上海市长柯庆施执意要划傅雷为右派，时任上海市委宣传部副部长兼上海作协党组书记周而复则认为傅雷属于“可划可不划”的范围，恰逢周扬赴上海听取意见，柯庆施同意了周而复、周扬的意见，事后中国共产党上海市委员会派柯灵通知傅雷该消息。但正当傅雷做了检讨，准备放下包袱时，柯庆施却变卦拍板把傅雷定为“右派”。1958年12月，在波兰留学的傅雷长子傅聪离开波兰，没有回到中国大陆，而是移居英国伦敦，当时中国大陆視之爲叛逃。此后，傅雷闭门不出。1961年9月，傅雷“摘掉帽子”。
1966年8月文化大革命初期，受北京“红八月”影响，红色恐怖蔓延至上海，引发上海“红八月”，8月底傅雷遭红卫兵抄家，受到连续四天三夜批斗，罚跪、戴高帽等各种形式的凌辱，搜出所谓“反党罪证”（一面小镜子和一张褪色的蔣中正旧画报）。9月3日上午，女佣周菊娣发现傅雷夫妇已在江苏路284弄5号住所“疾风迅雨楼”双双系在窗框上自缢而亡，傅雷享年58岁，而服毒自杀之说实为保姆误传。傅聪收到父亲的最后赠言是：“第一做人，第二做艺术家，第三做音乐家，最后才是钢琴家。”
其死后骨灰一度不敢写真名，原安葬于永安公墓，后归并到万国公墓，之后由于文化大革命时期红卫兵的破坏后遗失。幸有一陌生女子原为傅雷作品的爱好者，故私藏其骨灰盒，幸免遭毁。该女子名为江小燕，后在上海大学美术学院工作，1994年退休。

### 身後
1979年4月，由上海市文学艺术界联合会和中国作家协会上海分会主办傅雷朱梅馥追悼会，柯灵致悼词，宣布1958年划为右派分子错误，应予改正，文化大革命中所受诬陷迫害，一律平反昭雪，彻底恢复政治名誉。骨灰移葬上海革命烈士公墓。
2013年10月27日傅雷及夫人朱梅馥骨灰由龍華烈士陵園遷葬於上海福壽園海港陵園的如茵園內。墓碑上題有傅雷名言：「赤子孤獨了，會創造一個世界。」

## 故居与遗书
傅雷夫婦的故居位於上海市长宁区江苏路284弄安定坊5号，又称疾风迅雨楼，为英国乡村式建筑，假三层楼联体别墅。1949年至1966年9月3日间，傅雷夫妇一家在此定居。1966年9月3日，傅雷夫妇在住所双双系在窗框上自缢而亡。
傅雷遗书
人秀：
尽管所谓反党罪证（一面小镜子和一张褪色的旧画报）是在我们家里搜出的，百口莫辩的，可是我们至死也不承认是我们自己的东西（实系寄存箱内理出之物）。我们纵有千万罪行，却从来不曾有过变天思想。我们也知道搜出的罪证虽然有口难辩，在英明的共产党领导和伟大的毛主席领导之下的中华人民共和国，决不至因之而判重刑。只是含冤不白，无法洗刷的日子比坐牢还要难过。何况光是教育出一个叛徒傅聪来，在人民面前已经死有余辜了！更何况像我们这种来自旧社会的渣滓早应该自动退出历史舞台了！因为你是梅馥的胞兄，因为我们别无至亲骨肉，善后事只能委托你了。如你以立场关系不便接受，则请向上级或法院请示后再行处理。
委托数事如下：
一、代付九月份房租55.29元（附现款）。
二、武康大楼（淮海路底）606室沈仲章托代修奥米茄自动男手表一只，请交还。
三、故老母余剩遗款，由人秀处理。
四、旧挂表（钢）一只，旧小女表一只，赠保姆周菊娣。
五、六百元存单一纸给周菊娣，作过渡时期生活费。她是劳动人民，一生孤苦，我们不愿她无故受累。
六、姑母傅仪寄存我们家存单一纸六百元，请交还。
七、姑母傅仪寄存之联义山庄墓地收据一纸，此次经过红卫兵搜查后遍觅不得，很抱歉。
八、姑母傅仪寄存我们家之饰物，与我们自有的同时被红卫兵取去没收，只能以存单三纸（共370元）又小额储蓄三张，作为赔偿。
九、三姐朱纯寄存我们家之饰物，亦被一并充公，请代道歉。她寄存衣箱贰只（三楼）暂时被封，瓷器木箱壹只，将来待公家启封后由你代领。尚有家具数件，问周菊娣便知。
十、旧自用奥米茄自动男手表一只，又旧男手表一只，本拟给敏儿与×××，但恐妨碍他们的政治立场，故请人秀自由处理。
十一、现钞53.30元，作为我们火葬费。
十二、楼上宋家借用之家具，由陈叔陶按单收回。
十三、自有家具，由你处理。图书字画听候公家决使你为我们受累，实在不安，但也别无他人可托，谅之谅之！
傅雷 梅馥一九六六年九月二日夜

## 傅雷與傅聰
傅聰是傅雷的長子，也是鋼琴家，傅雷是個身教言教並重的權威式家長，與當時頗算開明的家長教育格格不入，傅雷甚至會對傅聰施以暴力教育，讓傅聰在兒時和求學時苦不堪言，身上經常帶著不只一處二處的傷痕去學校上課。據傅聰的回憶，在傅聰約十歲時，當時他已正式學琴約三年。傅聰在傅宅樓下琴房練琴，傅雷在樓上翻譯《高老頭》，只要沒聽見琴聲，或是琴聲錯誤，傅雷馬上下樓痛揍傅聰，甚至把傅聰的頭抓向牆壁撞。長大以後，傅聰去歐洲留學，收到父親傅雷親筆寫的家書，傅雷在家書中對傅聰幼時的暴力教育感到後悔，希望兒子能原諒他。傅聰其實心裡深深明白當時的暴力教育只是為了要磨礪他，所以原諒了父親傅雷，父子和好如初。

## 评论
傅雷的译作多为法国文豪巴尔扎克和罗曼·罗兰的名著。15卷《傅雷译文集》，共五百多万字，是中国翻译史上空前的巨著。此外，傅雷还是杰出的美术批评家。24岁的他就译出了《罗丹艺术论》这样不朽的名著。26岁的傅雷在上海美术专科学校讲课时，写出了《世界美术名作二十讲》，文章不仅分析了绘画、雕塑名作，更触及了哲学、文学、音乐、社会经济和历史背景等等，足见其知识之渊博，多艺兼通。在《贝多芬传》里，傅雷以音乐鉴赏家的角度用“自己的笔与贝多芬心灵相通，在与命运的搏斗中彼此呼应”。其翻译的作品强调“神似”，即“翻译应当像临画一样，所求的不在形似而在神似”，认为“理想的译文仿佛是原作者的中文写作”，并要求文字“译文必须为纯粹的中文，无生硬拗口的毛病”。

## 纪念
2009年，法国驻华大使馆设立了傅雷翻译出版奖，旨在促进法语文学在中国的翻译和传播。该奖项因纪念傅雷而得名。

## 主要著作

### 译作
巴尔扎克
- 《亚尔培萨伐尤》，上海骆驼书店，1946年，1949年
- 《欧也妮·葛朗台》，三联书店出版，上海，1949年
- 《高老头》，骆驼书店，1946年；三联书店，上海，1950年
- 《贝姨》，平明出版社，上海，1951年，1954年
- 《邦斯舅舅》，平明出版社，上海，1952年，1953年
- 《夏倍上校》，平明出版社，上海，1954年
- 《于絮尔·弥罗埃》，人民文学出版社，北京，1956年，1958年
- 《搅水女人》，人民文学出版社，北京，1962年，1979年
- 《都尔的本堂神甫》、《比哀兰德》，人民文学出版社，1963年
- 《幻灭》，人民文学出版社，北京，1978年
- 《妇女研究》，湖南人民出版社，长沙，1987年
- 《赛查·皮罗多盛衰记》，人民文学出版社，北京，1978年，1989年
- 《巴尔扎克全集》（第五卷：人间喜剧：风俗研究，私人生活场景5），人民文学出版社，北京，1986年
- 《巴尔扎克全集》（第六卷：人间喜剧：风俗研究，外省生活场景1），人民文学出版社，北京，1986年
- 《巴尔扎克全集》（第七卷：人间喜剧：风俗研究，外省生活场景2），人民文学出版社，北京，1986年
- 《巴尔扎克全集》（第十一卷：人间喜剧：风俗研究，巴黎生活场景21），人民文学出版社，北京，1988年
- 《巴尔扎克全集》（第十三卷：人间喜剧：风俗研究，外省生活场景4），人民文学出版社，北京，1988年
- 《巴尔扎克全集》（第十四卷：人间喜剧：风俗研究，外省生活场景5），人民文学出版社，北京，1989年

罗曼·罗兰
- 《约翰·克里斯朵夫》，商务印书馆，上海，第1卷1937年；第2－4卷，1941年。平明出版社，重译本第1册，1951年；第2－4册，1953年
- 《贝多芬传》，刊于《译报》1934年第1期；重译本：上海骆驼书店，1946年，附《贝多芬的作品及其精神》一文
- 《米开朗基罗传》，商务印书馆，1935年
- 《托尔斯泰传》，商务印书馆，1935年
- 《论莫扎特》，刊于《外国名作曲家研究》第2集

伏尔泰
- 《老实人》，人民文学出版社，北京，1955年
- 《查第格》，人民文学出版社，北京，1956年
- 《伏尔泰小说选》，人民文学出版社，北京，1980年

莫罗阿
- 《人生五大问题》，商务印书馆，1936年
- 《恋爱与牺牲》，商务印书馆，1936年
- 《服尔德传》，商务印书馆，1936年

梅里美
- 《嘉尔曼》（附《高龙巴》），平明出版社，上海，1953年，1954年

丹纳
- 《艺术哲学》，人民文学出版社，1963年

其他译作
- 《圣扬乔而夫的传说》，《华胥社文艺论集》1930年
- 丹纳《艺术论》第1编第1章，《华胥社文艺论集》
- 屠格涅夫等散文诗四首，《艺术旬刊》，1932年10月至1933年1月
- George Lecomte《世纪病》，1932年《晨报》
- 《高尔基文学生涯四十周年》、《精神被威胁了》和《一个意想不到的美国》，1932年
- 拉洛倏夫谷格言二十六则；1932年
- 斐列浦·苏卜《夏洛外传》，“自己出版社”，1933年
- 幸福之路（罗素）

### 创作
- 短篇小说《梦中》，1926年1月《北新周刊》第13、14期
- 短篇小说《回忆的一幕》，1927年1月《小说世界》第15卷第4期
- 《法行通信》15篇，1928年《贡献旬刊》第1、2卷各期
- 《塞尚》，1930年10月《东方杂志》第27卷，第19号
- 《薰琹的梦》，《艺术旬刊》第1卷第3期，1932年
- 《现代法国文艺思潮》、《研究文学史的新趋向》、《乔治·萧伯纳评传》、《从“工部局中国音乐会”说到中国音乐与戏剧底前途》、《现代青年的烦闷》，《时事新报》“星期学灯”专栏，1932年10月至次年5月
- 《现代中国艺术之恐慌》、《文学对于外界现实底追求》等文章四篇，《艺术旬刊》，1932年
- 《雨果的少年时代》，《中法大学月刊》第8卷第2期，1935年12月
- 《论张爱玲小说》，《万象》5月号，1944年
- 《所谓反美亲苏》，《观察》第2卷第24期，1947年
- 《独一无二的艺术家莫扎特》，1956年《文艺报》第14期
- 《与傅聪谈音乐》，连载于《文汇报》，1956年
- 《评〈春种秋收〉》，1957年《文艺月报》1月号
- 《闲话新年》，《文汇报》，1957年1月1日
- 《翻译经验点滴》，《文艺报》第10期，1957年
- 《世界美术名作二十讲》，香港三联书店，1985年

### 书信集
- 《傅雷家书》